# Trichomyia singularis
Trichomyia singularis är en tvåvingeart som beskrevs av Quate 1967. Trichomyia singularis ingår i släktet Trichomyia och familjen fjärilsmyggor. Inga underarter finns listade i Catalogue of Life.